# José Oria Galloso
José Oria Galloso est un homme politique espagnol né le 8 juin 1955 à Lepe, dans la province andalouse de Huelva. Il est professeur de l'enseignement secondaire.
José Oria Galloso est membre du PSOE. À ce titre, il a été élu conseiller municipal de la commune dont il est originaire de 1983 à 1987. En 1991, il est élu maire de la commune, mandat qu'il renouvellera en 1995 et en 1999. Au sein du parti, il a siégé à la commission exécutive régionale en Andalousie, ainsi qu'à la commission exécutive de la province de Huelva.
Au niveau national, José Oria Galloso a siégé au Sénat, durant la VIIe législature, de 2000 à 2004. Il a par la suite été élu député de la province de Huelva en 2004, et a renouvelé son siège au Congrès des députés en 2008. Il appartient à diverses commissions parlementaires : commission du travail et de l'immigration, commission du logement et commission de l'environnement, de l'agriculture et de la pêche, dont il est le porte-parole adjoint. Il participe par ailleurs aux travaux de la commission de l'équipement, commission de l'éducation, de la politique sociale et du sport.